# Елда Вилер
Ѐлда Вѝлер (на словенски: Elda Viler; Кощабона, 17 декември 1944 г.) е словенска поп и джаз певица.
Придобива най-голяма известност през 60-те и 70-те години на XX век, когато словенската естрадна песен (наричана „попевка“) е в разцвета си и други певици си изграждат име, като Майда Сепе, Маряна Държай, Дитка Хаберл и други.
За нея пишат песни най-изявените за времето си композитори (Моймир Сепе, Ати Сос, Юре Робежник) и текстописци (Грегор Стърниша, Елза Будау и Бранко Шомен). Сред най-познатите песни в репертоара ѝ се нареждат Ti si moja ljubezen („Ти си моята любов“), Nora misel („Луда мисъл“, словенска адаптация на Pazza idea на италианката Пати Право), Lastovka („Лястовица“), Zlati prah imaš v očeh („Златен прах имаш в очите“), Besede („Думи“ – адаптация на Parole, parole на Мина и Алберто Лупо, позната по-късно и в изпълнение на Далида и Ален Делон) и други.
След обявяването на Словения за независима държава в началото на 90-те статутът ѝ на свободна артистка е отнет от тогавашния министър на културата Андрей Цапудер, с което се оттегля от сцената до 2005 г., когато възстановява дейността си с юбилеен концерт. Оттогава изнася концерти, придружена често от дъщеря си Ана Дежман, която също е певица.

## Биография

### Детство и успехи като певица
Родена е и израства в село Кощабона, намиращо се по това време в пределите на Кралство Италия. Баща ѝ работи като зидар и свири на акордеон по празненства, а майка ѝ е перачка. Елда обича да пее още от малка. Когато е на 14 години, научава, че местният свещеник Алойз Коцянчич има музикално образование. След като успява да привлече вниманието му с пеенето си, я кани да се присъедини към хора на църквата „Свети Петър“ и допълнително ѝ преподава частни уроци по пеене. Впоследствие пее в училище и по празненства.
Насърчена от съучениците си, през 1960 г. участва в радио-телевизионната надпревара за млади таланти Pokaži, kaj znaš („Покажи какво можеш“) в Шмаре, с което започва да получава покани за участия. По това време я открива музикантът Винко Хорват и я кани да пее в Порторож. Чрез него се запознава с бъдещия си съпруг – музиканта Антон Дежман (родом от Марибор), който е обоист в симфоничния оркестър на Словенското радио и телевизия. От него има син Андрей (р. 1975 г.) и дъщеря Ана (р. 1982 г.), която също става певица.
През 1963 г. се премества да живее в Любляна, а следващата година дебютира на фестивала „Словенска попевка“ с песните Molče („Мълком“) и S teboj („С теб“). До 1980 г. е ежегодна участничка на мероприятието. Има две победи и е награждавана неколкократно за песните си с наградите на журито и на публиката. Прави записи към Люблянското радио, издава краткосвирещи плочи и се явява редовно на значими фестивали както в тогавашна Югославия (Сплитски фестивал, Опатийски фестивал, „Белградска пролет“ и др.), така и в чужбина (Международен музикален фестивал в Сопот, Полша, 1971 г.). През този период успява да се утвърди като име на словенската сцена.

### Оттегляне от сцената и завръщане
В началото на 90-те години, когато Словения става независима държава, певицата е лишена от статута си на свободна артистка вследствие на подписан и изпратен лично до нея от тогавашния министър на културата Андрей Цапудер декрет, в който се заявява, че е отстранена от Словенското радио и телевизия без право на обжалване поради липса на съвременен певчески израз. Обидена от отношението, се оттегля от сцената. Приятелката ѝ, певицата Маряна Държай, се опитва да я убеди след смяната на министъра да се опита да възстанови дейността си, но Елда решава да го направи едва след настъпването на новото хилядолетие. През 1999 г. съпругът ѝ умира от рак на дебелото черво.
След дългогодишното си затишие, насърчена от дъщеря си, Елда се завръща на сцената през 2005 г. През октомври изнася концерт в Люблянската опера, записан и издаден като албум със заглавието Jubilej („Юбилей“).
На 16 юни 2009 г. в съдействие с Люблянския фестивал Словенското радио и телевизия организира ежегодния концерт Poletna noč („Лятна нощ“) в манастирския комплекс „Крижанке“, като това издание е по повод 50 години от първото сценично изпълнение на певицата. В него взимат участие дъщеря ѝ Ана Дежман, певците Ото Пестнър и Зденка Ковачичек.
От 2011 г. е членка на Словенската демократична партия.
През 2012 г. издава първата си стихосбирка Takšna, kot sem („Такава, каквато съм“).
На 10 март 2023 г. по повод 60 години от участието си на концерта Sončna ura („Слънчев часовник“) изнася юбилеен концерт в сградата на Словенската филхармония в Любляна.
През 2024 г. издава в съавторство с Иво Гайич автобиографията си, озаглавена Elda.

## Дискография

### Студийни албуми
- 1982 – Elda

### Концертни албуми
- 2005 – Jubilej

### Сборни албуми
- 1998 – Včeraj, danes, jutri
- 2002 – Tako, kot da me ni
- 2009 – Rajska ptica

### Краткосвирещи плочи
- 1964 – Dolina brez odmeva/Vem, že dolgo iščeš me/Podarjeni trenutki/Objemi me trdno
- 1965 – La valle senza eco/Chitarra romana/Se piangi, se ridi/Flamenco rock
- 1965 – Wini-wini/Exodus/Oktobrsko zlato/Sončno jutro
- 1966 – Tamoure/Nekega jutra/Vrtnica z Dunaja/Ko si z menoj
- 1968 – Kdo si, ne vem/Na svidenje/Senca tvojega nasmeha/Nekoč pred tisoč leti
- 1968 – Mesto mladih/Otoki
- 1968 – Un café/Tu sei quello
- 1970 – Kažu, bila je lijepa/Ponekad
- 1970 – Un café/Anyone Who Had a Heart/Kafu mi, draga, ispeci/Tu sei quello
- 1973 – Reci, ljubavi/Samo jednom
- 1973 – Ko ljubezen umre/Tisti dan
- 1973 – Namesto uspavanke/Srečna sem
- 1974 – Još te se sećam/Živjeti
- 1974 – Neodposlano pismo/Kdaj
- 1975 – Gdje živiš sad/Riječ po riječ

## Участия на фестивали

### „Словенска попевка“
- 1964 – S teboj и Molče
- 1965 – Sama kot prej и Deček s piščalko
- 1966 – Onkraj dneva in noči (III награда на експертното жури), Sonce
- 1967 – Vabilo и Vzameš me v roke (I награда на екпертното жури)
- 1968 – Čas beži kakor dim (награда за аранжимент)
- 1969 – Rajska ptica, Zlati prah imaš v očeh (II награда на експертното жури и награда за текст)
- 1970 – Kitara
- 1971 – Včeraj, danes, jutri (награда на международното жури и I награда на експертното жури)
- 1972 – Moja strast (III награда на експертното жури)
- 1973 – Ti
- 1974 – Ta svet (III награда на публиката)
- 1975 – Vračam se (награда за най-добър текст)
- 1976 – Zapuščena (награда за най-добър текст)
- 1977 – Noč
- 1978 – Dnevi sreče, dnevi žalosti
- 1979 – Včasih
- 1980 – Ob začetku и Večer za dva

### Опатийски фестивал
- 1967 – Na deževen dan
- 1968 – Otoki
- 1970 – Rano popoldne
- 1974 – Neodposlano pismo (2-ро място)
- 1978 – Nikogar ni kagor ti

### Сплитски фестивал
- 1968 – Dekle na obali
- 1969 – Ko svet je bil mlad
- 1972 – Val na valu spi
- 1974 – Povratak

### Загребски фестивал
- 1978 – Osamljenost
- 1984 – Če živiš
- 1988 – Drvo želja

### „Белградска пролет“
- 1974 – Još te se sećam

### „Вашият шлагер на сезона“
- 1974 – Živjeti
- 1975 – Gdje živiš sad

### Скопски фестивал
- 1969 – „Довидување“[10] (второ изпълнение: Йосипа Лисац)

### Международен музикален фестивал в Сопот(Полша)
- 1971 – Če bi teden štel osem dni